# Daniel Peter
Pour les articles homonymes, voir Peter.
Daniel Peter, né le 9 mars 1836 à Moudon et mort le 4 novembre 1919, est un industriel, chocolatier et homme d'affaires vaudois, principalement connu pour être l'inventeur du chocolat au lait.

## Biographie
Daniel Peter est issu d'une famille alsacienne. Il remplace dans sa ville natale un instituteur à l'âge de seize ans, avant d'entrer, pour un apprentissage, dans un commerce d'épicerie et de fabrication de chandelles de Vevey. 
En 1856, Daniel Peter fonde, avec son frère Julien, la société « Frères Peter », qui reprend le petit atelier de chandelles de sa patronne. Après son mariage avec Fanny Cailler, fille de François-Louis Cailler, et à la suite du retrait de Madame Moreillon, l'exploitation des fabriques de chandelles et de chocolat se poursuit, dès 1867, sous la raison sociale « Peter-Cailler & Cie ». Les récentes découvertes liées à l'utilisation du pétrole faisant diminuer les ventes de chandelles, Daniel Peter décide de se concentrer sur l'autre activité. Il innove en se mettant à fabriquer du chocolat au lait (soluble) dès 1875,. La qualité de ses produits et le nombre de ses ventes valent à Daniel Peter plusieurs distinctions. 
Fort de ses succès, Daniel Peter décide d'agrandir et de transplanter son usine. Elle est inaugurée à Orbe en février 1901. Pour continuer à s'imposer sur le marché du chocolat, la Société des Chocolats Daniel Peter S. A. rachète l'entreprise fondée par Amédée Kohler (1904), collabore avec Nestlé S.A. et fusionne avec la maison Cailler de Broc. Ainsi prend progressivement forme Peter-Cailler-Kohler, Chocolats suisses S.A. (1911), qui fusionnera avec la société Nestlé en 1929 à Vevey.